# فريدريك غوستافسون (لاعب كرة قدم)
فريدريك غوستافسون (بالسويدية: Fredrik Gustafson)‏ هو لاعب كرة قدم سويدي، ولد في 5 يونيو 1976 في السويد. لعب مع نادي أوسترس ونادي مولده ونادي هالمستاد.

## وصلات خارجية
- فريدريك غوستافسون على موقع اتحاد السويد (السويدية)
- فريدريك غوستافسون على موقع قاعدة بيانات كرة القدم.إي يو (الإنجليزية)
- فريدريك غوستافسون على موقع عالم كرة القدم.نت (الإنجليزية)